# Apol·lodor de Macedònia
Apol·lodor de Macedònia (en llatí Apollodorus, en grec Άπολλόδωρος) fou secretari del rei Filip V de Macedònia. Juntament amb un altre secretari de nom Demòstenes va acompanyar al rei a l'entrevista de Nicea amb Titus Quintius Flaminius, l'any 198 aC, segons Polibi.